# Артур и Запретный город
«Артур и Запретный город» — вторая книга серии «Артур» писателя Люка Бессона, в которой рассказывается о приключениях десятилетнего мальчика в волшебной стране маленьких минипутов. Книга вышла в 2005 году. По России книга разошлась суммарным тиражом в 1,5 млн экземпляров.

## История создания
В отличие от других писателей, Люк Бессон сначала написал сценарий для фильма, и только спустя некоторое время решил, что написанный им план фильма можно переработать в книгу. Переработка заняла пять лет, а сценарий был разбит на две книги. Роман получился настолько популярным, что вместо запланированных двух книг было создано четыре. По признанию самого Бессона, первая часть книги описывает его собственное детство, а образ Артура (до момента превращения в минипута) он писал с самого себя. В 2004 году Бессон посетил Москву, чтобы представить первые две свои книги — «Артур и минипуты» и «Артур и Запретный город», — вышедшие на русском языке.

## Сюжет
Маленький мальчик Артур, став минипутом, отправляется в Запретный город, чтобы спасти своего деда из плена, а королевство — от потопа.

## Экранизация
Действия романа показаны в первом фильме про Артура — «Артур и минипуты», анимацией которого занималась французская компания BUF Compagnie. Мировая премьера состоялась 29 ноября 2006 года.